# Дубівська сільська рада (Таращанський район)
| Дубівська сільська рада — колишній орган місцевого самоврядування у Таращанському районі Київської області з адміністративним центром у с. Дубівка. Сільській раді були підпорядковані населені пункти: - с. Дубівка - с. Мала Вовнянка |

## Склад ради
Рада складалася з 15 депутатів та голови.

### Керівний склад ради
| ПІБ                             | Основні відомості                                                                     | Дата обрання | Дата звільнення |
| ------------------------------- | ------------------------------------------------------------------------------------- | ------------ | --------------- |
| Лещенко Ігор Володимирович      | Сільський голова, 1970 року народження, освіта, безпартійний                          | 26.03.2006   | 31.10.2010      |
| Климанський Анатолій Васильович | Сільський голова, 1963 року народження, освіта незакінчена вища, член Партії регіонів | 31.10.2010   | 23.05.2014      |

Примітка: таблиця складена за даними джерела